# Departamento Lihuel Calel
Das Departamento Lihuel Calel liegt im Süden der Provinz La Pampa im Zentrum Argentiniens und ist eine von 22 Verwaltungseinheiten der Provinz. 
Der Name stammt aus der Mapuche-Sprache und bedeutet Berge des Lebens.
Im Norden grenzt es an das Departamento Utracán, im Osten an die Departamentos Caleu Caleu und Hucal, im Westen an das Departamento Curacó und im Süden an die Provinz Río Negro. Im Süden bildet der Río Colorado eine natürliche Grenze zur Nachbarprovinz. 
Die Hauptstadt des Departamento ist Cuchillo-Có. 

## Bevölkerung
Nach Angaben des INDEC verzeichnete das Departamento im Jahre 2022 nur 443 Einwohner. Damit ist das Departamento das am dünnsten besiedelte Departamento sowohl der Provinz als auch des ganzen Landes.
Im Departamento befindet sich der Nationalpark Lihué Calel.